# فرهاد صفی‌نیا
فرهاد صفی‌نیا فیلم‌نامه‌نویس، تهیه‌کننده سینما/تلویزیون و کارگردان ایرانی-آمریکایی است که بیشتر برای فیلم‌های آپوکالیپتو و پروفسور و مرد دیوانه شناخته می‌شود.  او با نام مستعار P. B. Shemran نیز اعتبار دارد.

## زندگی‌نامه
در سال ۱۳۵۳ خورشیدی (۱۹۷۵ میلادی) در تهران به دنیا آمد. زمانی که او ۴ سال داشت به همراه خانواده‌اش به پاریس مهاجرت کردند و پس از مدتی برای ادامه زندگی به لندن رفتند. پس از به اتمام رسیدن تحصیلاتش در مدرسه «چارترهاوس» او برای تحصیل در رشته اقتصاد به کالج «کینگز کالج» کمبریج رفت و در آنجا به عنوان کارگردان و بازیگر در چندین تئاتر باشگاه هنرهای دراماتیک آماتور «دانشگاه کمبریج» به فعالیت پرداخت.
فرهاد پس از پایان تحصیلاتش در کالج «کینگز کالج»، کمبریج را به مقصد نیویورک سیتی ترک کرد و در آن شهر به تحصیل در رشته فیلم در دانشگاه «نیو اسکول» و دانشگاه هنر «تیش اسکول» پرداخت و در سال ۲۰۰۷ میلادی با لارا ریگان؛ بازیگر کانادایی ازدواج کرد.
فرهاد با وجود برخوردار بودن از استعداد بالای نویسندگی خیلی پرکار نبوده‌است. او در طول دوران فعالیت خود به عنوان نویسنده تنها نویسندگی فیلمنامه یک فیلم کوتاه، یک فیلم سینمایی و یک مجموعه تلویزیونی را برعهده داشته‌است.
فیلم کوتاه خارج از جعبه (Outside the Box) در سال ۲۰۰۱ میلادی نخستین پروژه‌ای است که صفی‌نیا در آن به عنوان نویسنده فیلمنامه و تهیه‌کننده فعالیت کرده‌است
پس از این فیلم کوتاه، فرهاد به مدت پنج سال از عرصه سینما به دور ماند تا اینکه در سال ۲۰۰۶ میلادی با نگارش فیلمنامه فیلم سینمایی مطرح و برجسته‌ای مانند آپوکالیپتو به این عرصه بازگشت.
آخرین ساخته او فیلم پروفسور و مرد دیوانه در سال ۲۰۱۹ است که مل گیبسون، شان پن، ناتالی دورمر و استیون دیلین در آن حضور داشته‌اند.